# Halterofilismo nos Jogos Paralímpicos de Verão de 2012 - Até 48 kg masculino
A disputa da categoria até 48 kg masculino foi realizada no dia 30 de agosto no Complexo ExCel, em Londres.

## Medalhistas
| Ouro   | NGR Yakubu Adesokan   |
| Prata  | RUS Vladimir Balynetc |
| Bronze | EGY Taha Abdelmagid   |

## Formato de competição
Os atletas foram divididos em dois grupos. Os atletas do grupo A, favoritos a medalha, competem depois dos atletas do grupo B. Cada atleta tem 3 tentativas para efetuar um movimento válido. Uma quarta tentativa será permitida apenas se o atleta tiver a intenção de quebrar um recorde mundial ou paralímpico, no entanto, essa quarta tentativa não contará para o resultado final. Se houver empate entre dois ou mais atletas, prevalecerá aquele que tiver a menor massa corporal.

## Recordes
| Recorde mundial     | 177,0 kg | NGR Yakubu Adesokan | Dubai, Emirados Árabes Unidos | 22 de fevereiro de 2012 |
| Recorde paralímpico | 169,0 kg | NGR Ruel Ishaku     | Pequim, China                 | 9 de setembro de 2008   |

O halterofilista nigeriano Yakubu Adesokan quebrou ambos os recordes nesta competição.

## Resultados
| Pos.   | Atleta                | Grupo | Massa corporal (kg) | Tentativas (kg) | Tentativas (kg) | Tentativas (kg) | Tentativas (kg) | Resultado (kg) |
| Pos.   | Atleta                | Grupo | Massa corporal (kg) | 1               | 2               | 3               | 4               | Resultado (kg) |
| ------ | --------------------- | ----- | ------------------- | --------------- | --------------- | --------------- | --------------- | -------------- |
| Ouro   | NGR Yakubu Adesokan   | A     | 46,49               | 172,0           | 178,0           | 180,0           | –               | 180,0          |
| Prata  | RUS Vladimir Balynetc | A     | 47,74               | 165,0           | 170,0           | 171,0           | –               | 170,0          |
| Bronze | EGY Taha Abdelmagid   | A     | 47,15               | 160,0           | 165,0           | 170,0           | –               | 165,0          |
| 4      | LAO Eay Simay         | A     | 46,97               | 152,0           | 155,0           | 165,0           | –               | 155,0          |
| 5      | IND Farman Basha      | A     | 46,37               | 150,0           | 150,0           | 165,0           | –               | 150,0          |
| 6      | FRA Patrick Ardon     | B     | 47,44               | 136,0           | 141,0           | 146,0           | –               | 146,0          |
| 7      | VIE Nguyễn Văn Phúc   | A     | 47,01               | 145,0           | 148,0           | 148,0           | –               | 145,0          |
| 8      | GBR Anthony Peddle    | B     | 46,97               | 135,0           | 140,0           | 145,0           | –               | 140,0          |
| 9      | JPN Hiroshi Miura     | B     | 46,13               | 112,0           | 117,0           | 124,0           | –               | 117,0          |
| —      | UKR Anatolii Mykoliuk | B     | 42,53               | 140,0           | 140,0           | 140,0           | –               | —              |
| —      | UZB Yashin Shoberdiev | B     | 46,96               | 80,0            | 82,0            | 82,0            | –               | —              |

Legenda
| Recorde mundial      | Recorde mundial (World record)               |                       | Recorde africano                      | Recorde africano (African) |                                           | Q | Classificado por posição (Qualified) |
| Recorde paralímpico  | Recorde paralímpico (Paralympic record)      | Recorde da América    | Recorde da América (Americas)         | q                          | Classificado por melhor tempo (Qualified) |   |                                      |
| Melhor marca do ano  | Melhor marca do ano (World leading)          | Recorde asiático      | Recorde asiático (Asian)              | DNS                        | Não largou (Did not start)                |   |                                      |
| Recorde nacional     | Recorde nacional (National record)           | Recorde europeu       | Recorde europeu (European)            | DNF                        | Não terminou (Did not finish)             |   |                                      |
| Recorde pessoal      | Recorde pessoal do atleta (Personal best)    | Recorde da Oceania    | Recorde da Oceania (Oceania)          | DSQ / DQ                   | Desclassificado (Disqualified)            |   |                                      |
| Recorde da temporada | Recorde da temporada do atleta (Season best) | Recorde sul-americano | Recorde sul-americano (South America) | NM                         | Sem marca (No mark)                       |   |                                      |